# Anna Gavalda
Pour les articles homonymes, voir Gavalda.
Anna Gavalda est une femme de lettres française, née le 9 décembre 1970 à Boulogne-Billancourt.

## Biographie
Anna Gavalda est la fille d'un père vendeur de systèmes informatiques aux banques et d'une mère créatrice de foulards pour de grandes marques. Elle est élève d'hypokhâgne au lycée Molière de Paris en 1990.
En 1992, elle est lauréate de La Plus Belle Lettre d'amour, concours organisé par France Inter. Professeure de français au collège Nazareth à Voisenon (Seine-et-Marne), elle obtient en 2000 le grand prix RTL-Lire pour son premier recueil de nouvelles Je voudrais que quelqu'un m'attende quelque part publié par Le Dilettante. Ce livre rencontre un énorme succès avec des traductions en vingt-sept langues et des ventes cumulées à 1 885 000 exemplaires. Les romans qu'elle publie ensuite sont également des succès de librairies : Je l'aimais vendu à 1 259 000 exemplaires et Ensemble, c'est tout à 2 040 000 exemplaires. Entre 2004 et 2008, l'autrice a ainsi généré plus de 32 millions d'euros de chiffre d'affaires d'après une étude GfK.
Elle tient une chronique dans le magazine Elle à propos des livres pour enfants et participe au jury du Festival international de la bande dessinée d'Angoulême.
Elle est mère de deux enfants et vit à Paris.

## Œuvre
Troisième roman de la romancière, 35 kilos d'espoir s'adresse à un public jeunesse. Paru chez Bayard jeunesse en octobre 2002, le roman raconte l'histoire de Grégoire, 13 ans, un as du bricolage qui déteste l'école. En 2008, selon le classement annuel de Livres-Hebdo, il s'en est vendu 31 411 exemplaires, se classant ainsi dans le top 50 des meilleures ventes.
Ma vie, un poil plus belle raconte l'histoire de Vincent, un garçon de 13 ans, qui se lie d'amitié avec Jojo, le clochard qui loge sous son abribus et qui a adopté une petite chienne trouvée dans une poubelle.
L'Échappée belle paraît le 4 novembre 2009, un an et demi après La Consolante, vendu à 655 000 exemplaires selon l'éditeur. Ce roman « léger, tendre, drôle » est présenté par l'éditeur d'Anna Gavalda comme « un hommage aux fratries heureuses, aux belles-sœurs pénibles, à Dario Moreno, aux petits vins de Loire et à la boulangerie Pidoune ». À l'origine, L'Échappée belle était une longue nouvelle offerte à 20 000 adhérents de France Loisirs fin 2001. Anna Gavalda a revu, corrigé et augmenté son texte pour en faire un court roman de 162 pages vendu 10 € dans un format un peu plus réduit que le format habituel (10x18).
En juin 2010, elle reçoit le prix Tortignole pour L'Échappée belle, prix qui « récompense un livre qui a fait l'objet d'une envahissante médiatisation qui n'a pas paru totalement justifiée au jury. »
Anna Gavalda est apparue dans les médias africains en mars 2018, comme finaliste de l'édition 2017 des Grands prix des associations littéraires, nommée dans la catégorie Belles-Lettres pour son recueil de nouvelles intitulé Fendre l'armure.

## Réception critique
L'œuvre d'Anna Gavalda bénéficie d'un accueil critique très contrasté.
Dans leur manuel de littérature, Le Jourde & Naulleau, Éric Naulleau et Pierre Jourde écrivent que « le génie de Gavalda consiste à mettre en scène le Français moyen dans tous ses avatars. » Ils soulignent alors, au travers d'une analyse textuelle de Je voudrais que quelqu'un m'attende quelque part, que l'univers de Gavalda s'apparente « au monde de Oui-Oui », triomphe d'une littérature « guimauve » aux procédés stylistiques et narratifs éculés : narration de la banalité du quotidien, appel à l'expérience du lecteur, mise en place d'incipit in medias res, goût excessif pour les dialogues et absence totale du sens de l'équivoque et de la nuance qui affaiblissent grandement la tension narrative de ses textes.
Pour Télérama, ces « travers » (tels qu'ils sont désignés par Jourde et Naulleau) auraient fait d'Anna Gavalda une « romancière et nouvelliste qui occupe indéniablement une place à part dans le paysage, ayant su comme nul autre auteur nouer avec ses lecteurs une relation durable de complicité ».
Le magazine de critique Krinein écrit : « Je voudrais que quelqu'un m'attende quelque part se lit facilement, et l'on est loin de passer un mauvais moment en compagnie de ces personnages à la personnalité bien marquée. Pourtant, après avoir refermé le livre, difficile de ne pas céder à la déception : pourquoi mettre un tel style au service de récits parfois tellement vains, presque creux, alors que la plume de l'auteur peut se montrer autrement plus acérée et pleine de verve ? »

## Ouvrages

### Romans
- L'Échappée belle. Paris : France Loisirs, 2001, 128 p.  (ISBN 2-74415111-4)  (ISBN 978-2-74415111-8)Rééd. le Dilettante, 2009, 164 p.  (ISBN 978-2-84263-184-0) ; France loisirs, 2010, 159 p.  (ISBN 978-2-298-03099-0) ; Le Mans : Libra diffusio, 2010, 119 p.  (ISBN 978-2-84492-425-4) ; Paris : le Dilettante, 2012, 214 p.  (ISBN 978-2-84263-756-9) ; J'ai lu no 9841, 2012, 125 p.  (ISBN 978-2-290-04099-7)
- Je l'aimais. Paris : le Dilettante, 2002, 216 p.  (ISBN 2-84263-052-1)Rééd. Carrières-sur-Seine : À vue d'œil, 2002, 332 p.  (ISBN 2-84666-067-0) ; J'ai lu no 6243, 2003, 156 p.  (ISBN 978-2-290-33071-5)
- Ensemble, c'est tout. Paris : le Dilettante, 2004, 603 p.  (ISBN 2-84263-085-8)Rééd. Carrières-sur-Seine : À vue d'œil, 2005, 2 vol.  (ISBN 2-84666-267-3) &  (ISBN 2-84666-268-1) ; J'ai lu no 8252, 2006, 573 p.  (ISBN 2-290-35613-1) &  (ISBN 2-290-34371-4)
- La Consolante. Paris : le Dilettante, 2008, 636 p.  (ISBN 978-2842631529)Rééd. France loisirs, 2008, 636 p.  (ISBN 978-2-29801521-8) ; Le Mans : Libra diffusio, 2008, 580 p.  (ISBN 978-2-84492-365-3) ; Paris : Succès du livre, 2008, 895 p.  (ISBN 978-2-7382-2348-7) ; J'ai lu no 9115, 2010, 634 p.  (ISBN 978-2-290-01428-8)
- Billie. Paris : le Dilettante, 2013, 222 p.  (ISBN 978-2-84263-790-3)Le Mans : Libra diffusio, 2014, 258 p.  (ISBN 978-2-84492-670-8). Rééd. avec La Vie en mieux sorti en 2014, sous le titre Des vies en mieux : Billie, Mathilde et Yann, J'ai lu no 11142, 2015, 441 p.  (ISBN 978-2-290-11501-5) ; J'ai lu, 2015, 441 p.  (ISBN 978-2-290-13622-5)

### Nouvelles
- Je voudrais que quelqu'un m'attende quelque part (recueil de douze nouvelles). Paris : le Dilettante, 1999, 224 p.  (ISBN 2-84263-025-4) — Prix de la nouvelle de l'Académie FrançaiseRééd. Paris : Le Grand Livre du mois, 2000, 217 p.  (ISBN 2-7028-5277-7) ; Carrières-sur-Seine : À vue d'œil, 2000, 338 p.  (ISBN 2-912632-60-9) ; J'ai lu no 5933, 2007, 156 p.  (ISBN 978-2-290-31178-3) ; Paris : Éd. de la Seine, coll. « Succès du livre », 2007, 217 p.  (ISBN 978-2-7382-1602-1)
- Ceux qui savent comprendront (nouvelle). Paris : Le Grand Livre du mois, 2000, 61 p.  (ISBN 2-7028-4060-4)
- Désordre et sentiments (nouvelle). Paris : France Loisirs, 2010, 72 p.  (ISBN 2-29803281-5)  (ISBN 978-2-29803281-9)
- La Vie en mieux (recueil de deux nouvelles). Paris : le Dilettante, 2014.  (ISBN 978-2-84263-796-5)Rééd. avec Billie sorti en 2013, sous le titre Des vies en mieux : Billie, Mathilde et Yann, J'ai lu no 11142, 2015, 441 p.  (ISBN 978-2-290-11501-5) ; J'ai lu, 2015, 441 p.  (ISBN 978-2-290-13622-5)
- Fendre l'armure (recueil de sept nouvelles). Paris : le Dilettante, 2017, 284 p.  (ISBN 978-2-84263-913-6)Rééd. Le Mans : Libra diffusio, coll. « Corps 16 », 2018, 240 p.  (ISBN 978-2-84492-926-6)

#### Nouvelles non recueillies
- « La Moitié d'un confetti », dans Jardins d'enfance, anthologie dirigée par Clausse Cohen. Paris : Le Cherche-Midi, novembre 2001, p. 109-121.  (ISBN 2-86274-919-2)
- « Nos petites écailles… », revue L'Écho d'Orphée, septembre 2009, no 2 « Femme ? ».
- « L'Informaticien », dans L'Entreprise, textes réunis par Arnaud Viviant. Paris : La Découverte, coll. « La Découverte poche Essais » no 30, 2009.  (ISBN 978-2-7071-5829-1)

### Jeunesse
- 35 kilos d'espoir, revue Je Bouquine no 212, 2002.Rééd. Montrouge : Bayard jeunesse, coll. « Estampille », 2002, 110 p.  (ISBN 2-7470-0660-3) ; Éd. de la Loupe, 2005, 110 p.  (ISBN 2-84868-072-5)

#### Jeunesse non recueillie
- Un secret trop secret, avec Arnaud Farinelle[11], livret dans la revue Je Bouquine, octobre 2002. Concours organisé par la revue Je Bouquine.
- « Ma vie, un poil plus belle », revue Je Bouquine no 259, Bayard presse, septembre 2005. Ill. Stéphane Gamain.
- « Cœur perdu, cœur trouvé », revue Je Bouquine no 305, Bayard presse, juillet 2009, p. 4-15. Ill. Christine Circosta.
- Un été à la folie, cadavre exquis composé par trente auteurs, revue Je Bouquine no 365, juillet 2014[12].

### Albums photos
- L'Automobile, photographies agence Roger-Viollet. Paris : Plume, mai 2000, 112 p. (Il était une fois).  (ISBN 2-84110-126-6).Des photos issues du fonds de l'agence Roger-Viollet sont accompagnées du regard de la romancière, pour un panorama original, et une mosaïque de témoignages historiques sur l'automobile de la fin du XIXe siècle aux années soixante.
- À leurs bons cœurs, photographies Régis Momenteau ; dialogues recueillis par Régis Momenteau ; préface et textes Anna Gavalda. Turquant : Cheminements, 2005, 148 p.  (ISBN 2-84478-384-8)Portraits de personnes vivant dans la rue dans l'Essonne et témoignages sur leur quotidien.

### Livres audio
- Je voudrais que quelqu'un m'attende quelque part, lu par Anna Gavalda. Paris : Gallimard, coll. « Écoutez lire », 2006.  (ISBN 2-07-077690-5) Texte abrégé. Neuf des douze nouvelles sont lues par l'auteure en personne : I.I.G. ; Cet homme et cette femme ; Ambre ; Permission ; Le fait du jour ; Catgut ; Junior ; Pendant des années ; Clic-clac.
- Ensemble, c'est tout, lu par Julie Gayet, Gisèle Casadesus, Malik Zidi, ambiance musicale par Michel Korb. Paris : Gallimard, coll. « Écoutez lire », 2007. 1 CD audio MP3 (12h)  (ISBN 978-2-07-078429-5)
- L'Échappée belle, lu par Cécile Cassel et huit comédiens. Paris : Gallimard, coll. « Écoutez lire », 2010. 1 CD audio MP3 (2h15 min)  (ISBN 978-2-07-012973-7)
- Billie, lu par Lola Naymark. Paris : Audiolib, 2014. 1 CD audio MP3 (4 h13 min).  (ISBN 978-2-35641-787-9)
- La Vie en mieux, lu par Benjamin Jungers et Lola Naymark. Paris : Audiolib, 2014. 1 CD audio MP3 (4 h52 min).  (ISBN 978-2-35641-783-1)
- Fendre l'armure, texte intégral lu par Rachel Arditi, Grégori Baquet, Stéphane Boucher et Chloé Lambert. Paris : Audiolib, 2017. 1 CD audio MP3 (5 h 2 min).  (ISBN 978-2-36762-435-8)

### Traduction
- Stoner (Stoner, 1965) / John Edward Williams ; trad. de l'anglais Anna Gavalda. Paris : Le Dilettante, 2011, 384 p.  (ISBN 978-2-84263-644-9). Rééd. J'ai Lu no 10183, 2013, 377 p.  (ISBN 978-2-290-04111-6)

### Ouvrages préfacés
- Ring Lardner, De l'influence négative des femmes sur les performances des champions, trad. de l'anglais par Arthur Greenspan. Paris : B. Pascuito éditeur, 2006, 198 p.  (ISBN 2-35085-014-5)
- Jean-Michel Chevry, Instantanés itinérants. Vanves : Éd. du Bout de la rue, 2008, 46 p.  (ISBN 2-916620-19-2)
- Maria Hofker et Marie-France Boyer, Le Jardin enchanté, photographies Marijke Heuff ; édition Anna Gavalda. Vanves : Chêne, 2009, 127 p.  (ISBN 978-2-8123-0022-6)
- Le Pied-Tendre, dessin Morris ; scénario Goscinny. Givrins (Suisse) : Lucky comics, 2009, 46 p.  (ISBN 978-2-88471-260-6)
- Jean-Joseph Julaud, Ciel, ma dictée ! : 60 dictées commentées pour progresser. Paris : First Éditions, coll. « Au pied de la lettre », 2010. 1 CD audio.  (ISBN 978-2-7540-1603-2)
- Alain Lachartre, Vues sur la ville. Paris : M. Lagarde, 2010.  (ISBN 978-2-916421-26-1)
- Laure Bazantay, Les Tricots de Coco. Neuilly-sur-Seine : Michel Lafon, 2010.  (ISBN 978-2-7499-1256-1)
- Jean-Joseph Julaud, La Dictée pour les nuls. Paris : First Éditions, coll. « Pour les nuls poche », 2011, 381 p.  (ISBN 978-2-7540-2415-0)
- Marie-Françoise Boyer-Vidalet Bruno Poucet, Regard sur les femmes au XXe siècle : les poupées de Marie-Jeanne Nouvellon. Canopé éditions-Scéren, coll. « Patrimoine Ressources », 2011, 87 p.  (ISBN 978-2-240-03256-0)
- Rodolphe Trouilleux, Paris macabre : histoires étranges & merveilleuses. Bègles : Castor astral, coll. « Curiosa & caetera », 2012, 301 p.  (ISBN 978-2-85920-880-6)
- Marie Boye-Taillan, La Recette de mon boucher, sous la direction d'Audrey Messiaen. Paris : Hugo Image, 2012, 238 p.  (ISBN 978-2-7556-0908-0)
- Martine Sadion, Images d'Épinal. Paris : La Martinière ; Épinal : le Musée de l'image-Ville d'Épinal, 2013, 190 p.  (ISBN 978-2-7324-6069-7)
- Annie Goetzinger, Jeune Fille en Dior. Paris : Dargaud, 2013, 109 p.  (ISBN 978-2-205-07093-4)
- Aya de Yopougon, scénario Marguerite Abouet ; dessin Clément Oubrerie. Paris : Gallimard, 2013, 106 p.  (ISBN 978-2-07-063918-2)

## Adaptations

### Au cinéma
- 2007 : Ensemble, c'est tout de Claude Berri, avec Audrey Tautou, Guillaume Canet, Laurent Stocker.
- 2009 : Je l'aimais de Zabou Breitman, avec Daniel Auteuil et Marie-Josée Croze.
- 2019 :  Je voudrais que quelqu'un m'attende quelque part  de Arnaud Viard.

### À la télévision
- 2009 : 35 kilos d'espoir. Téléfilm de 90 min produit par Bénédicte Massiet et France 3, et réalisé par Olivier Langlois, avec Adrien Hurdubae et Gérard Rinaldi.

### Au théâtre
- 2007 : 35 kilos d'espoir, mise en scène Alix Crambert, avec Carl Hallak : 497 représentations jusqu'en 2018
- 2010 : Je l'aimais, mise en scène Patrice Leconte, théâtre de l'Atelier[13]